# Estación de Doce de Octubre
Doce de Octubre es una estación de ferrocarril del municipio español de Madrid. Está ubicada bajo la calle del Doctor Tolosa Latour, junto al hospital homónimo en el distrito de Usera. Forma parte de la línea C-5 de la red de Cercanías Madrid.

## Situación ferroviaria
Según Adif la estación se encuentra en el punto kilométrico 4,5 de la línea férrea 920 de la red ferroviaria española, entre Móstoles-El Soto y Parla. El tramo es de vía doble y está electrificado.

## Historia
La estación fue inaugurada oficialmente el 24 de septiembre de 1989, en precario, con la estación aún por rematar. La nueva línea Atocha-Fuenlabrada estrenaba de esta forma un nuevo tramo entre las estaciones de Atocha y Villaverde Alto, que hasta ahora compartía con la línea de Parla. Esto supuso la inauguración de cuatro nuevas estaciones: Méndez Álvaro, Doce de Octubre, Orcasitas y Puente Alcocer. Desde el 1 de enero de 2005 el ente Adif es el titular de las instalaciones. En 2019 se ha reformado la estación, añadiendo vítrex a las escaleras y poniendo nuevos tornos en el vestíbulo desde el verano de 2021. En octubre de 2023 los teleindicadores de los andenes fueron sustituidos por unos más modernos.

Durante el fin de semana del 13 al 14 de julio de 2024, se suspendió el servicio de la línea C-5 entre Villaverde Alto y Atocha debido a obras en la estación de Puerta de Atocha-Almudena Grandes. Durante este periodo, se puso en servicio un servicio sustitutivo de autobuses que cubría las estaciones cerradas (Puente Alcocer, Orcasitas, Doce de Octubre y Méndez Álvaro).

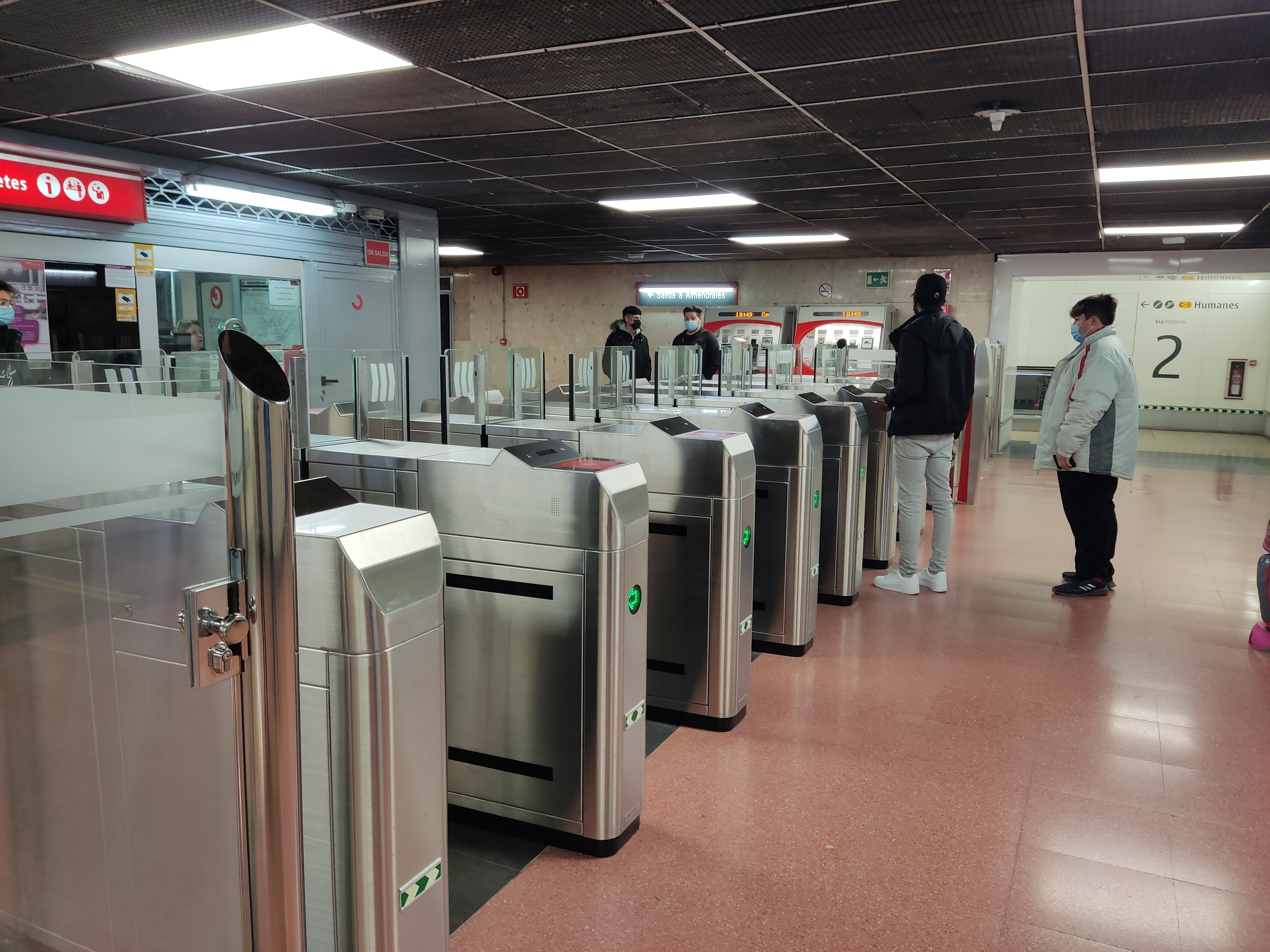
Nuevos tornos en el vestíbulo de Doce de Octubre
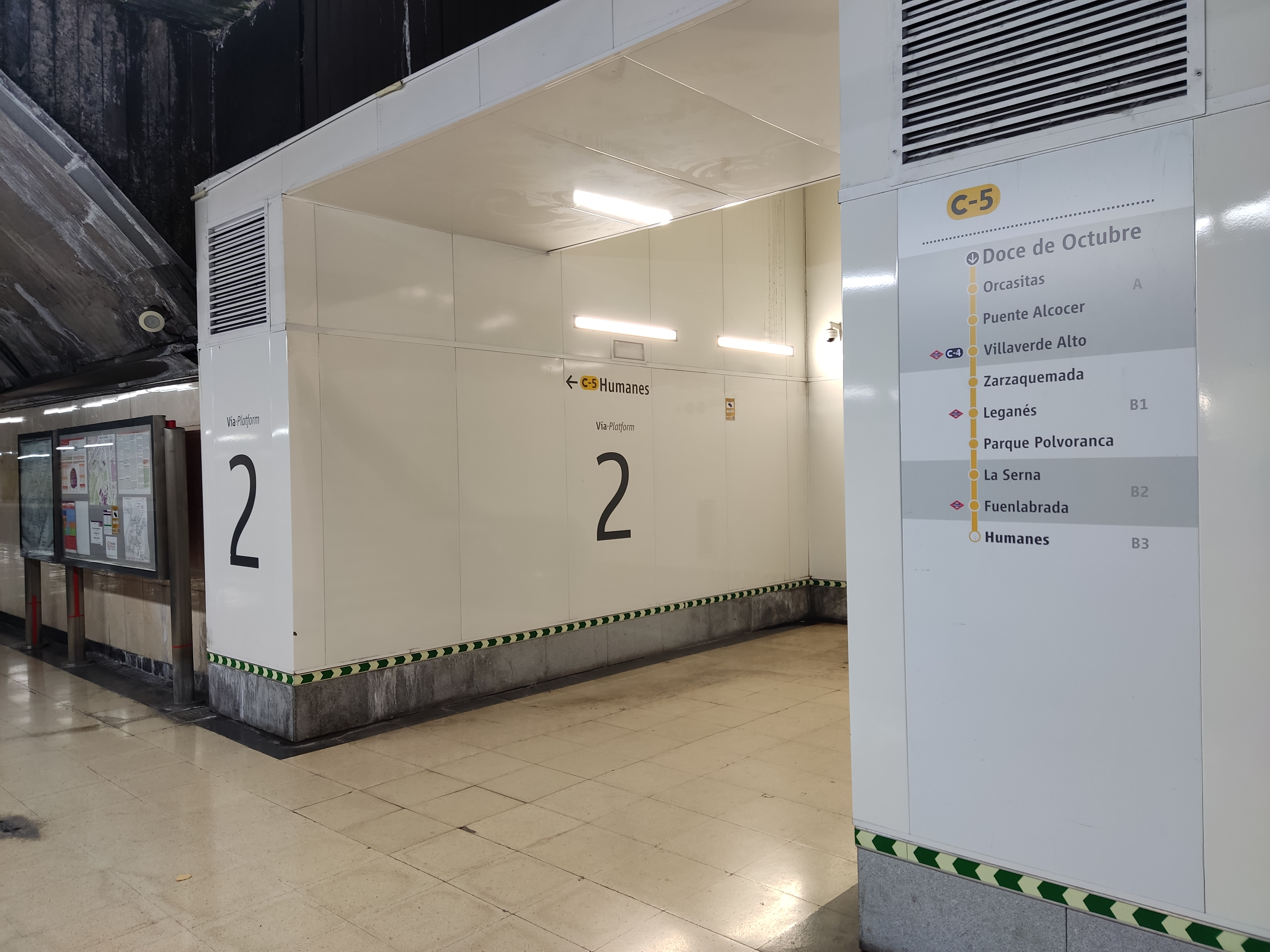
Salida de vítrex con un termometro de la C5 (Vía 2)
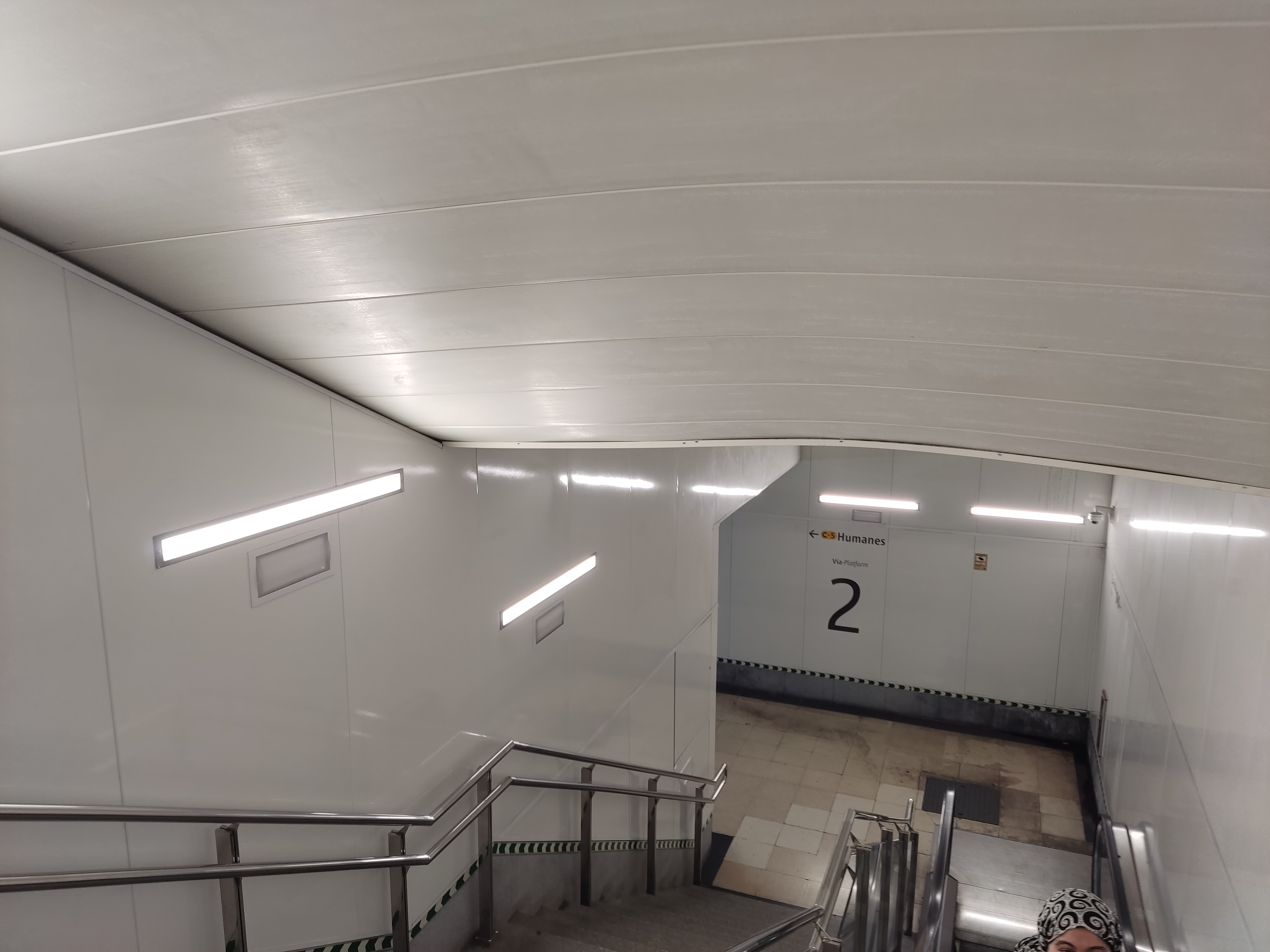
Nuevas escaleras de vítrex en Doce de Octubre

## La estación
Fue puesta en funcionamiento en 1989 para dar servicio al hospital 12 de Octubre, abierto en la década de los años 1970. Desde el año 2007 dicha labor se complementa con el metro de Madrid ya que su línea 3 también llega hasta el centro hospitalario gracias a la estación homónima. Dispone de dos únicos accesos situado en Almendrales y en la calle Doctor Tolosa Latour. Bajo la bóveda del túnel que alberga la estación se encuentran dos andenes laterales y dos vías.

## Líneas y conexiones

### Cercanías
| procedencia/destino   | < estación | Línea | estación >    | destino/procedencia |
| --------------------- | ---------- | ----- | ------------- | ------------------- |
| Humanes / Fuenlabrada | Orcasitas  |       | Méndez Álvaro | Móstoles-El Soto    |

### Autobuses
| Diurnos |         |                                        |
| Línea   | Destino | Parada                                 |
| 81      | Oporto  | 4995 HOSPITAL 12 DE OCTUBRE (Cabecera) |